# Españolas en París
Españolas en París (1971) es una película española dirigida por Roberto Bodegas, quien también escribió el guion junto con José Luis Dibildos, Antonio Mingote y Christian de Chalonge. Está  protagonizada por Ana Belén y Laura Valenzuela. Obtuvo el Premio especial del Festival Internacional de Cine de Moscú en 1971. Se estrenó en España el 26 de abril de 1971  y en Francia el año siguiente en la sala Bataclan de París.

## Argumento
(Contiene el final de la película)
La película trata el tema de las mujeres españolas que, a principios de los años setenta, emigraron a París por motivos laborales. Una de ellas es Isabel, una muchacha de Sigüenza, la mayor de cinco hermanos, que se traslada a la capital francesa para trabajar como sirvienta en casa de una familia adinerada, los Lemonier. Allí traba amistad con otras compatriotas, como Emilia, Dioni y Francisca. También conocerá a Manolo, un joven chófer que no oculta que tiene novia en Madrid con la que espera casarse y vivir en un piso en cuanto consiga el dinero necesario.  Pero entre Isabel y Manolo surgirá el amor. Sus amigas, especialmente Emilia, desaconsejan que salga con él, pero continúa la relación, quedándose embarazada. Manolo no quiere que tenga el niño, por lo que intentará, sin éxito, obligarla a que aborte. Finalmente, ella, desencantada, echa a Manolo de su vida y lucha por sí sola por sacar adelante a su hijo en busca de un futuro más digno. Termina con el poema palabras para Julia de José Agustín Goytisolo.

## Reparto
- Laura Valenzuela en el papel de Emilia.
- Ana Belén en el papel de Isabel.
- Máximo Valverde en el papel de Manolo.
- Tina Sainz en el papel de Francisca.
- Elena María Tejeiro en el papel de Dioni.
- José Sacristán en el papel de Plácido.
- Emma Cohen en el papel de Katy.
- Simón Andreu en el papel de Director del Pompe Service.
- Teresa Rabal en el papel de Casilda.
- Pierre Vernier en el papel de Monsieur Lemonier.
- Françoise Arnoul en el papel de Madame Lemonier.
- Yelena Samarina en el papel de Madame Legrand.
- Cristina Hoyos en el papel de Solista.
- José Luis López Vázquez en el papel de Fernando.

## Crítica
Españolas en París es considerada la película que inaugura la llamada "tercera vía" del cine español de los años setenta. Esta era una tendencia que definía un tipo de producciones situadas entremedias del cine de autor, la crítica a las imposiciones del mercado y el interés por llegar a la mayor cantidad posible de público. Planteaba problemas relacionados con la sociedad española del tardofranquismo, pero con un tratamiento formal sin riesgos. La película presenta la realidad de las emigrantes españolas que trabajaban como asistentas de hogar en la capital francesa, incluyendo problemas como el embarazado no deseado y el aborto, pero sin llegar a la denuncia social como tal.
Su director, Roberto Bodegas -quien fue emigrante en París en el año 1956-  expone estas ideas en una entrevista radiofónica durante la presentación del largometraje en la sala Bataclan de la capital francesa:Intentamos hacer un cine que creemos corresponde a una necesidad española, (…) a un cine que, sin abstraerse de la popularidad (…), de los problemas que en España están latiendo puedan, al mismo tiempo que, no denunciarlos porque es demasiado, ponerlos en la pantalla pero que la gente vaya a verlos. (…) Romper la idea clásica de cine comercial y cine no comercial, (…) hacer un cine digno (…) en que cada español se pueda encontrar en esos personajes.
Por su parte, el productor José Luis Dibildos, manifestó, en esa misma entrevista, la importancia de que se estrenase en Francia, para que así el público de aquel país aprendiese a conocer los seres humanos que hay detrás de muchas cosas que ellos no valoran nada más que como unos elementos de trabajo.

## Palmarés cinematográfico
27.ª edición de las Medallas del Círculo de Escritores Cinematográficos
| Categoría               | Premiado            | Resultado |
| ----------------------- | ------------------- | --------- |
| Mejor película          | Españolas en París  | Ganadora  |
| Mejor actriz            | Laura Valenzuela    | Ganadora  |
| Mejor actriz de reparto | Elena María Tejeiro | Ganadora  |
| Premio revelación       | Roberto Bodegas     | Ganador   |

- Premio especial del Festival Internacional de Cine de Moscú de 1971.

- Segundo premio del Sindicato Nacional del Espectáculo en 1971.[12]

## Celebración del 40.º aniversario
El 18 de junio de 2010, con ocasión del 40.º aniversario del rodaje de la película, esta se proyectó en París, dentro del festival Différent! 3. En la celebración estuvieron presentes el director Roberto Bodegas y las actrices Ana Belén y Tina Sáinz.